# Phalerodes cauta
Phalerodes cauta là một loài bướm đêm trong họ Noctuidae.